# Nick Carter quel pazzo di detective americano
Nick Carter quel pazzo di detective americano (Adéla ještě nevečeřela) è un  film del 1977, diretto da Oldřich Lipský.

## Trama
Un investigatore statunitense, Nick Carter,  aiuta la polizia di Praga a far luce su dei misteriosi omicidi. Si scoprirà che il colpevole utilizza una pianta carnivora per far sparire i corpi delle vittime.

## Distribuzione
In Italia il film uscì nel 1979. Il doppiaggio, diretto da Gabriella Genta su dialoghi di Adriano Belli, fu eseguito dalla DEFIS negli studi C.T.A.

## Riconoscimenti
- 1980: Saturn Award per il miglior film straniero.